# Американські Віргінські Острови на зимових Олімпійських іграх 2014
Американські Віргінські Острови на зимових Олімпійських іграх 2014 року у Сочі були представлені 1 спортсменом з 1 виді спорту.